# Краузизм
Краузизм (исп. Krausismo) — философское направление и общественное движение, популярное в Испании и Латинской Америке в XIX веке, которое провозглашало доктринальную толерантность и академическую свободу от догм. Название дано в честь немецкого философа Карла Христиана Фридриха Краузе (1781—1832), на идеях которого и был основан краузизм.

## История
Труды Краузе и разработанная им философская система не получили широкой известности на родине философа, но после его смерти получили широкое распространение в Бельгии, Испании и Латинской Америке. В 1860 году профессор Мадридского университета Хулиан Санс дель Рио (1814–1869) перевёл на испанский язык и опубликовал основное сочинение Краузе «Идеал человечества» (1811), которое вызвало активную дискуссию между сторонниками Санс дель Рио и его противниками из числа неокатоликов. В испанских католических кругах краузизм был воспринят как антикатолическое и даже антихристианское учение. В результате, уже в 1865 году книги краузистов были запрещены, а 1867 году министр образования Мануэль де Оровьо изгнал лидеров краузизма из испанских университетов.
Важную роль в популяризации краузизма сыграл Институт свободного образования во главе с Франсиско Хинером де лос Риосом (1839—1915), а также выдающийся юрист Федерико Кастро. После Гражданской войны 1936–1939 годов установившийся в стране режим Франко закрыл институт, а краузизм был запрещён как антииспанское учение. Только в 1-й половине 1960-х годов он стал постепенно возвращаться в интеллектуальное поле Испании.
В Латинской Америке краузизм получил распространение во 2-й половине XIX — начале XX веков благодаря таким деятелям, как Хосе Марти, Хосе Энрике Родо, Хосе Батлье-и-Ордоньес, Иполито Иригойен, Алехандро Корн, Альфонсо Рейес и другие. Краузизм оказал большое влияние на апризм и теологию освобождения.

## Основные идеи
Краузе, один из философов идентичности, пытался примирить идеи монотеистического единого Бога, понимаемого религией, с пантеистическим или эмпирическим пониманием мира. По мнению Краузе, божественность, которая интуитивно понимается совестью как сознание, не является личностью (подразумевающей ограничения), а всеохватывающей сущностью (Wesen), которая содержит в себе вселенную. Эту космологию и теорию природы Бога он называл панентеизмом, сочетанием монотеизма и пантеизма. Его теория мира и человечества универсальна и идеалистична.
Этическая мысль краузизма базируется на том, что мораль и нравственность неразрывно связаны правом, что социальное благополучие и справедливость могут быть достигнуты только благодаря последнему. Одну из главных ролей в построении идеального общества, по мнению краузистов, должны играть учёные, а идеальное государство — это совокупность общин, наделённых самоуправлением.